# The King Blues
The King Blues ist eine Akustik-Ska-Band aus London, die in ihrem Stil Einflüsse von Ska und Akustik-Folk mit denen von Punk und Hardcore kombiniert. Beeinflusst wurden sie unter anderem von Public Enemy, The Clash, The Specials und Minor Threat.

## Bandgeschichte
The King Blues begannen als ein Ska-Duo, bestehend aus Itch (Ukulele/Gesang) und Jamie Jazz (Gitarre/zusätzlicher Gesang). Jamie Jazz arbeitete damals in einem Musikgeschäft namens "Rock Around the Clock" in Crouch End/Muswell Hill, London, gab diese Beschäftigung jedoch auf, da er einsah, dass der Erfolg von The King Blues nur unter Aufwand seiner gesamten Zeit zu schaffen war. Zudem wurde die Band kurz später um eine weitere Akustik-Gitarre und einen Bass ergänzt. Der Sound der King Blues wurde damals als „soulful ska with raw folk and a punk rock attitude“ beschrieben.
Im Juni 2006 veröffentlichten sie ihr Debütalbum Under the Fog auf Household Name Records, was zu einer Zunahme von Gigs und Auftritten führte.
Am 20. Oktober 2008 folgte das zweite Album Save the World, Get the Girl, nachdem im Mai schon die erste Singleauskopplung Let’s Hang the Landlord veröffentlicht worden war.
Die Band gab am 2. April 2012 ihre Auflösung bekannt.
Am 25. November 2015 gab die Band auf Kerrang! und auf ihrer Facebook-Seite ihre Wiedervereinigung bekannt.
Anfang 2016 erschien die EP „Off with their Heads“ in neuer Besetzung und im April 2017 das komplett neue Album „The Gospel Truth“.

## Diskografie

### Alben
- Under the Fog (2006)
- Save the World, Get the Girl (2008)
- Punk & Poetry (2011)
- Long Live the Struggle (2012)
- Live at the Roundhouse (2013)
- Off with their Heads (EP) (2016)
- The Gospel Truth (2017)
- 38 Minutes (2019)

### Singles
- Mr. Music Man (2006)
- Come Fi Di Youth (2007)
- Let's Hang the Landlord / Mayday!!! (2008)
- My Boulder (2008)
- Save the World, Get the Girl (2009)
- I Got Love (2009)
- Headbutt (2010)
- Holiday (2010)
- Set the World on Fire (2011)